# Torneo de Nanchang 2019
El JiangXi Open 2019 fue la sexta edición del torneo de tenis profesional jugado en canchas duras. Se llevó a cabo en Nanchang (China), entre el 9 y el 15 de septiembre de 2019.

## Distribución de puntos
| Modalidad           | Campeona | Finalista | Semifinales | Cuartos de final | 2ª ronda | 1ª ronda | Clasificadas | 2ª ronda de clasificación | 1ª ronda de clasificación |
| Individual femenino | 280      | 180       | 110         | 60               | 30       | 1        | 18           | 12                        | 1                         |
| Dobles femenino     | 280      | 180       | 110         | 60               | 1        | -        | -            | -                         | -                         |

## Cabezas de serie

### Individuales femenino
| Tenista           | Ranking | Preclasificada |
| Shuai Zhang       | 34      | 1              |
| Yafan Wang        | 50      | 2              |
| Magda Linette     | 53      | 3              |
| Yelena Rybakina   | 69      | 4              |
| Rebecca Peterson  | 71      | 5              |
| Viktorija Golubic | 75      | 6              |
| Kateryna Kozlova  | 76      | 7              |
| Kristýna Plíšková | 86      | 8              |

- Ranking del 26 de agosto de 2019.[2]

### Dobles femenino
| Tenista                            | Ranking | Preclasificada |
| Aleksandra Krunić Lidziya Marozava | 105     | 1              |
| Shuai Peng Shuai Zhang             | 120     | 2              |
| Dalila Jakupović Jessica Moore     | 144     | 3              |
| Alexa Guarachi Giuliana Olmos      | 156     | 4              |

## Campeonas

### Individual femenino
Rebecca Peterson venció a  Yelena Rybakina por 6-2, 6-0

### Dobles femenino
Xinyu Wang /  Lin Zhu vencieron a  Shuai Peng /  Shuai Zhang por 6-2, 7-6(7-5)